# Dorade (voilier)
Pour les articles homonymes, voir Dorade.

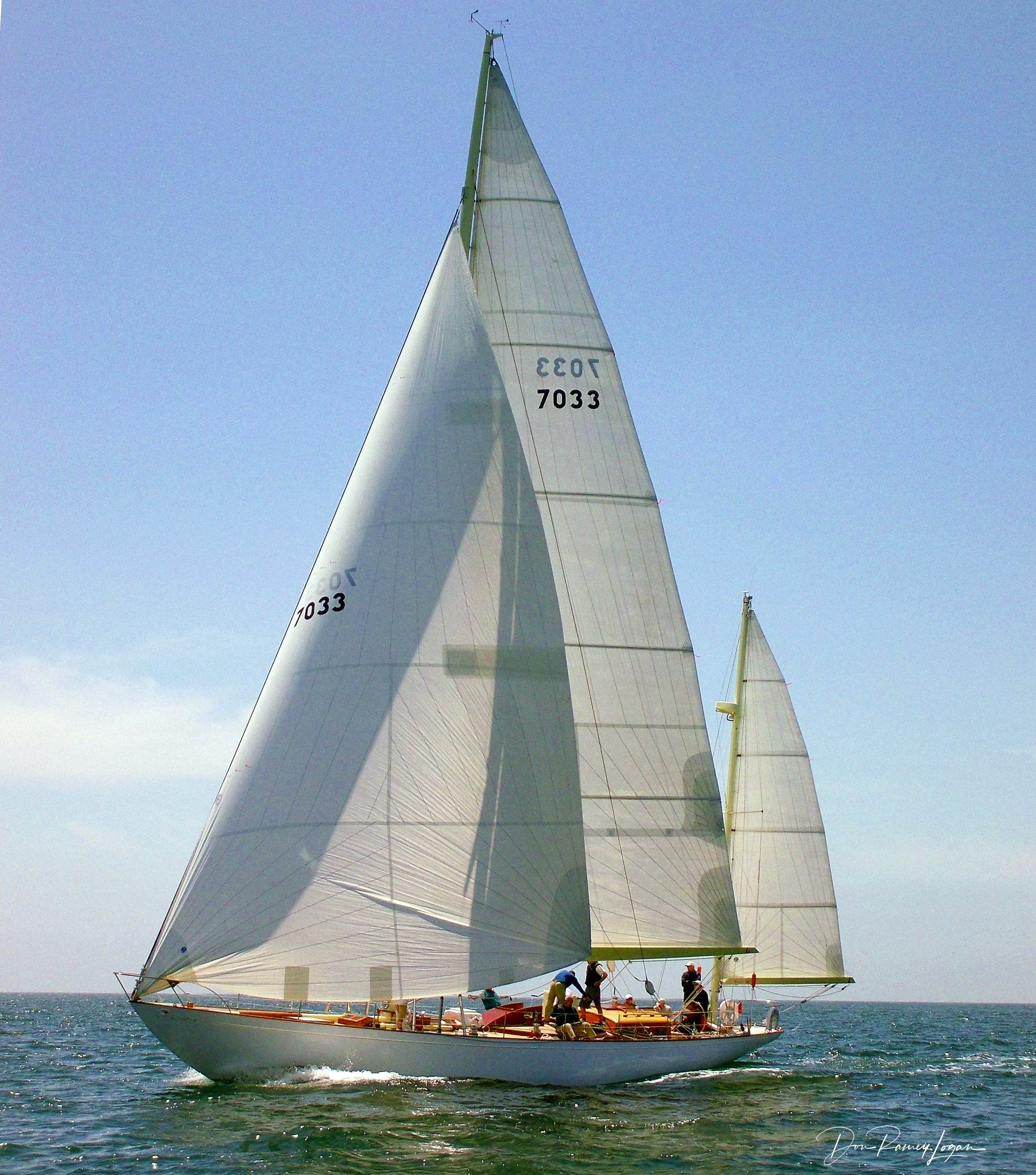
Dorade après restauration, en 2013.

Dorade est le nom d'un voilier dessiné par l'architecte Olin Stephens en 1931, aidé par son frère Rod et par son père pour le financement, à l'occasion d'une course transatlantique. Il s'agit de son deuxième bateau. Bien que l'un des plus petits des bateaux engagés dans la course (52 pieds), il la remporte en temps réel et en temps compensé, notamment grâce au talent de tacticien de son skipper qui renonce aux courants du Gulf Stream mais choisit l'orthodromie.
Dorade remporte également la course du Fastnet juste après, ainsi que l'année suivante. Il marque le début d'une série de voiliers de Stephens qui se montreront inégalés dans les régates, tels Stormy Weather ou les Morning Cloud.
Dorade a été restauré dans les années 1990 en Italie à Porto Santo Stefano. Dans sa première version, il disposait d'un gréement de yawl. Il est typique des dessins de Stephens : étroit, léger, élancement court à l'avant et modéré à l'arrière, carène profonde et élégante, retour de galbord marqué. Il se distingue notamment face au vent et dans la houle où il tape peu.
Il comportait une innovation technique, ses manches à air auxquels il a donné son nom, les dorades.

## Source
- Daniel Allisy et Alain Glicksman, 30 ans de voiliers [détail des éditions]